# Rhaphiolepis umbellata
Rhaphiolepis umbellata là loài thực vật có hoa trong họ Hoa hồng. Loài này được (Thunb.) Makino miêu tả khoa học đầu tiên năm 1902.

## Hình ảnh

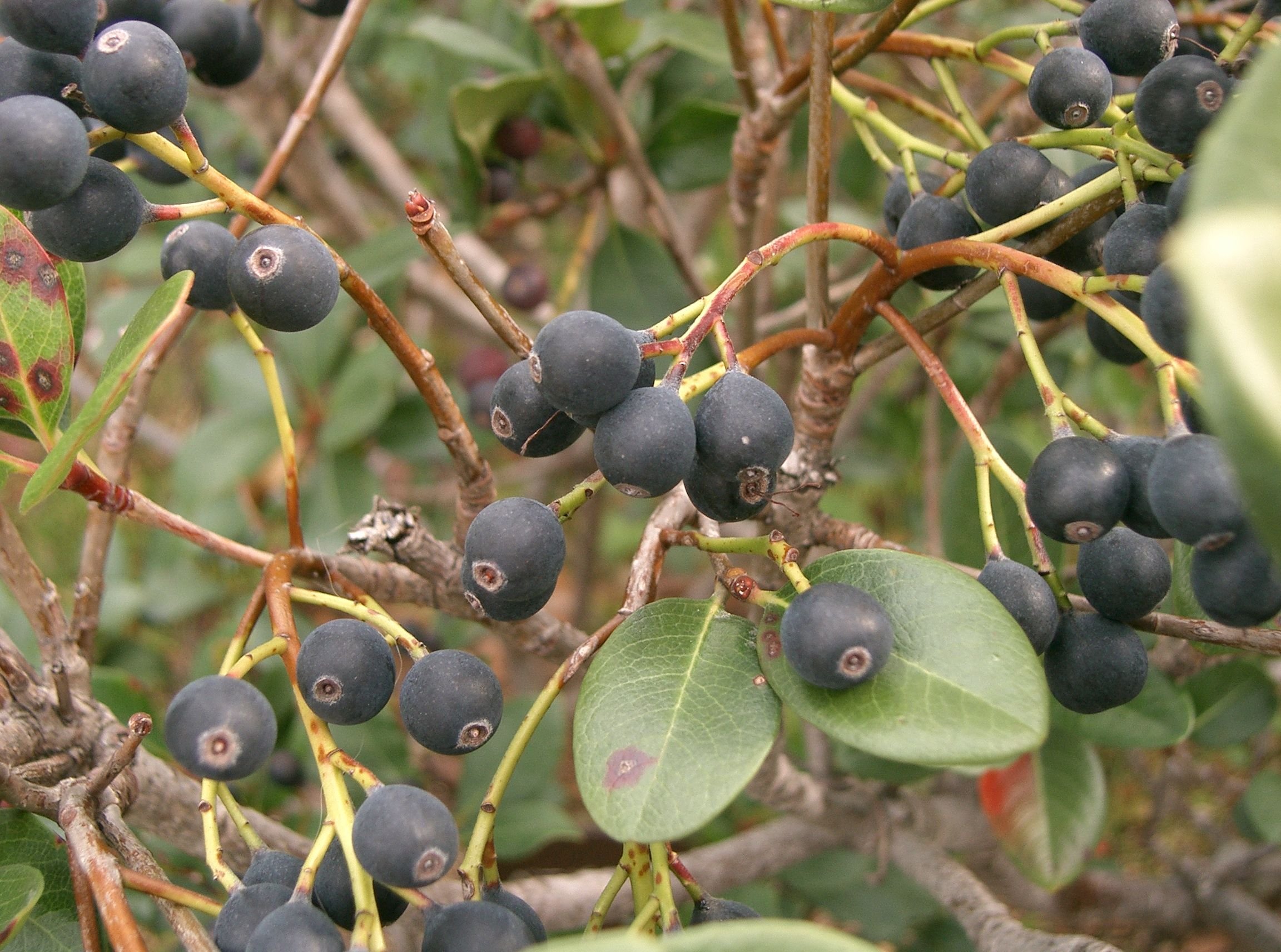
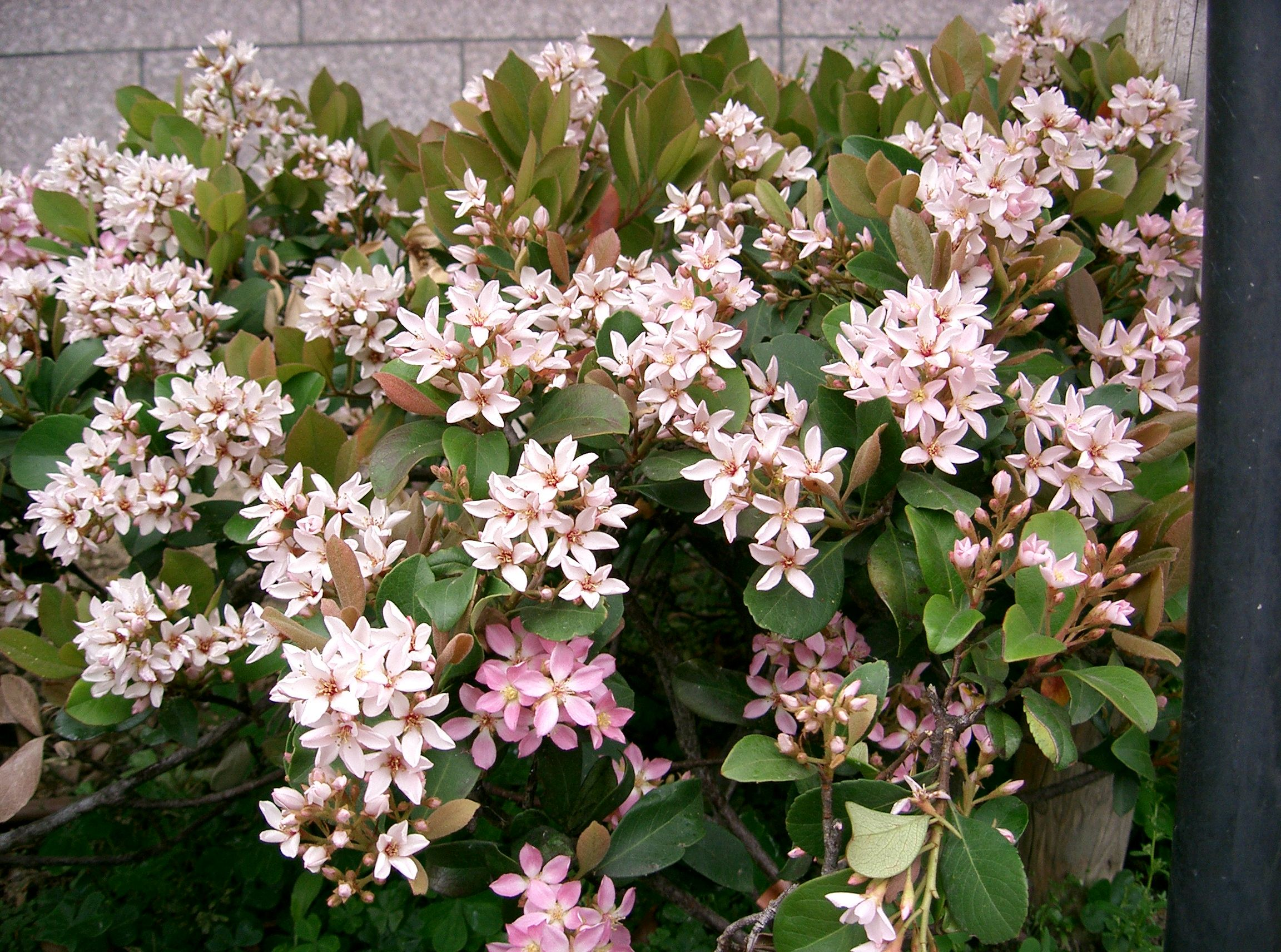
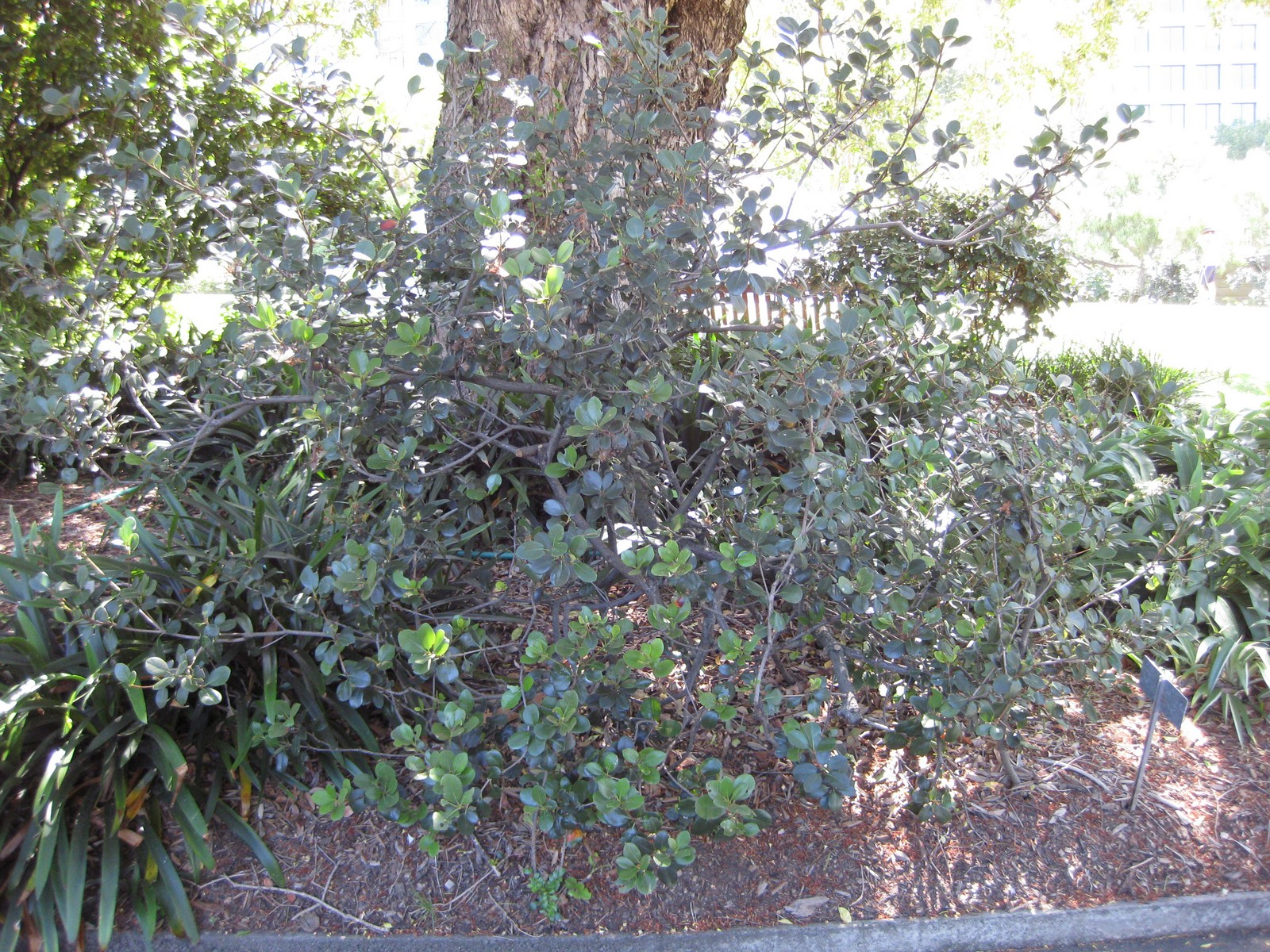
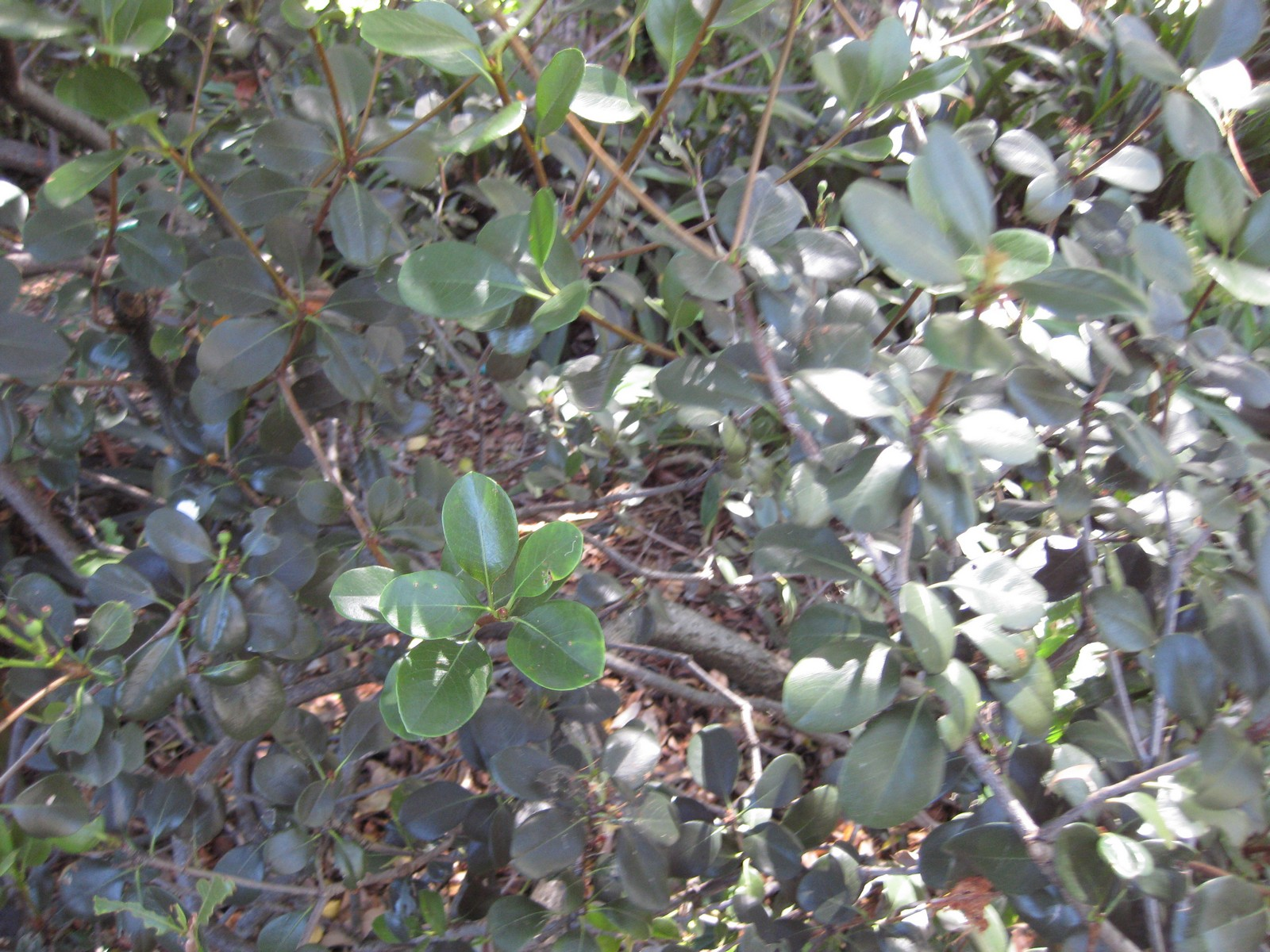